# Johanna Gustafsson Fürst
Ebba Johanna Gustafsson Fürst, född 24 juni 1973, är en svensk skulptör. Hon bor och arbetar i Stockholm.
Johanna Gustafsson Fürst utbildade sig på Kungliga Konsthögskolan i Stockholm, med examen 2003. Hon undervisar på institutionen för konst på Konstfack i Stockholm. Sedan 2020 är hon professor i fri konst med inriktning på skulpturala processer vid Kungl. Konsthögskolan.
Hon fick Moderna museets vänners skulpturpris 2017.

## Offentliga verk
- Kollektiva kroppen, stål och ljusskylt, 36 meter hög, 2018, Kungsmarken i Karlskrona[5][6]

Hon är representerad vid bland annat Moderna museet.